# Peter Flache (Schauspieler)

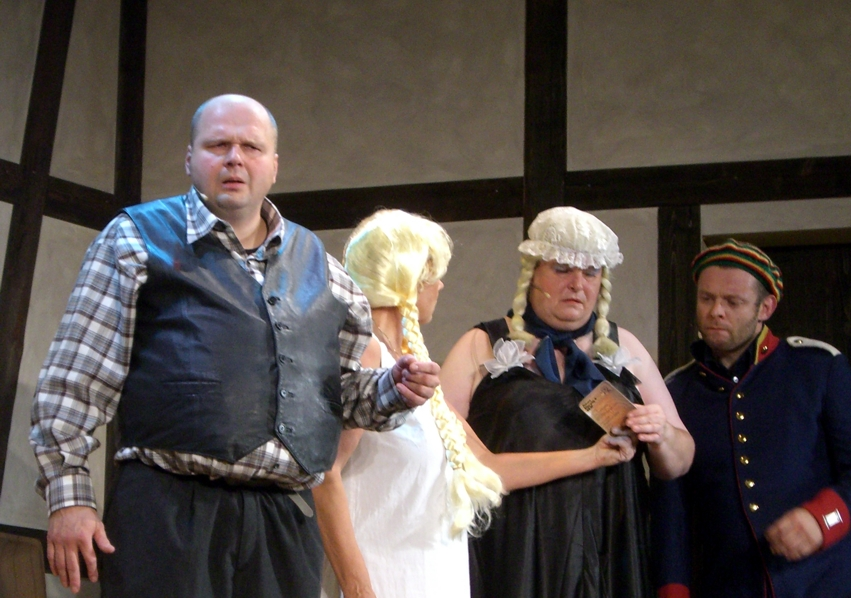
Peter Flache (links) im Radeberger Biertheater bei der Premiere des Bühnenstücks „Prost, Malzau!“

Peter Flache (* 1969) ist ein deutscher Kabarettist, Schauspieler und Autor.

## Leben und Werk
Peter Flache arbeitete nach einer Tischlerlehre in seinem erlernten Beruf, bis er 1994 Kabarett und Theater für sich entdeckte. Im letztgenannten Jahr wurde er Sieger bei einem Kleinkunstfestival. Seit 1996 ist er freischaffender Künstler. Seitdem ist er mit mehreren Soloprogrammen unterwegs und insbesondere im Radeberger Biertheater aktiv, wo er auch für die Inszenierung der Stücke verantwortlich zeichnet. Zur Gestaltung eines musikalisch-humoristischen Beitrags im Nachprogramm zu den Aufführungen des Radeberger Biertheaters installierte er auch Die Bierhähne am Theater. Mit der Aufführung des Stückes Bier frei 2004 sind die Bierhähne zusätzlich auch als Hauptdarsteller in die Vorstellungen des Biertheaters involviert.
Am 9. Oktober 2009 begann mit der Premiere des Bühnenstücks Backe an Bord bereits die achte Spielserie des Theaters im Radeberger Kaiserhof. Auf der Bühne stand er außerhalb der Aufführungen im Biertheater unter anderem gemeinsam mit Olaf Böhme, Rainer König, Alf Mahlo, Frank Liebmann, Kiesel Köhler und Stefan Uhlig. Neben seiner darstellerischen Tätigkeit ist er als Autor tätig. Eng arbeitet Flache mit dem Regisseur Holger Böhme zusammen, der unter anderem für das 2008er Stück Au Backe verantwortlich zeichnete.
In seinen Soloprogrammen zeigt sich Flache mehr von seiner kabarettistischen Seite, während die Aufführungen im Radeberger Biertheater einen deutlich stärkeren Comedy-Charakter aufweisen.
Flache lebt in Maxen.

## Bühnenwerke

### Solo
- Zuckerbrot und Pleite (2000)
- Peter und der Reimfall (2000)
- Schlaf, du Luder! (2001)
- Wein, Weib und Gesang (2003)
- Volle Breitseite
- Kreuz & Quer
- Streichkäse zart (2003)
- Der Weichensteller (2004)
- Ein Sack für alle (2006)
- 3 Kokosnüsse für Rumpelstilzchen (2006)
- Flache Märchen (2010)
- Best-of-Abend (2010)
- Flache in 3D (2011)
- Oh, es riecht... (2011) (auch als Oh, es roch gut)
- Besser so, als gar ni... (2013)
- Märchenhafter Peter (2013)
- Es ist angedichtet (2015)
- Besser so, als gar ni... (2015)
- Backes Fest

### Kooperationen
- Maxi-Mal (1997)
- Die Bombe (1999)
- Turmsalat (2000) (mit Olaf Böhme)
- 4 auf einem Brett (2001)
- Gans zu zweit (2003) (mit Olaf Böhme)
- Tod in Venedig (2004)
- Ich und Du – Müllers Kuh (2006)
- Geld hoch, Hände her! (2009)
- Mannomann (2010)

### Radeberger Biertheater
- 2002: Der Wetterhahn
- 2003: Schneller – Höher – Breiter
- 2004: Bier frei
- 2005: Hurra, wir sind verheiratet!
- 2006: 800 Jahre Familie Backental
- 2007: Prost, Malzau!
- 2008: Au Backe!
- 2009: Backe an Bord
- 2010: Big Backe
- 2011: Comedy mit Herz
- 2011: Malzau und das Geheimnis der Bieramide
- 2011: Gala der Erinnerungen
- 2012: Backen wir’s an
- 2013: Yes we can’s och
- 2014: Torpedo Malzau
- 2015: Malzau im Rausch

## Bücher
- 2005: Überbrückung
- 2005: Advent mit Peter Flache
- 2007: Advent mit Peter Flache (Teil 2)
- 2008: Flaches Dichtmasse
- 2010: Wehschnittchen
- 2010: Advent mit Peter Flache (Teil 3)
- 2012: Malzau, das Dorf zur Welt
- 2012: Das Haar in der Suppe
- 2012: Advent mit Peter Flache (Teil 4)
- 2015: Es ist angedichtet

## CD
- 2007: 10 Jahre Maxi-Mal (3 CD)
- 2010: Mannomann

## DVD
- 2002: Der Wetterhahn
- 2003: Schneller – Höher – Breiter
- 2004: Bier frei
- 2005: Hurra, wir sind verheiratet!
- 2007: 800 Jahre Familie Backental
- 2008: Prost, Malzau!
- 2009: Au Backe!
- 2009: Geld hoch, Hände her!
- 2010: Backe an Bord
- 2011: Big Backe